# Didactylomyia conspicua
Didactylomyia conspicua är en tvåvingeart som beskrevs av Grover och Madhu Bakhshi 1978. Didactylomyia conspicua ingår i släktet Didactylomyia och familjen gallmyggor. Inga underarter finns listade i Catalogue of Life.